# 德里克·巴顿
德里克·哈罗德·理查德·巴顿爵士，FRS（英語：Sir Derek Harold Richard Barton，1918年9月8日—1998年3月16日），英国化学家，于1969年获得诺贝尔化学奖。德里克是二十世纪的有机化学研究者。在有机化学的理论和实践上都做出了贡献。他于1994年当选为中国科学院外籍院士。

## 早年经历
巴顿出生于英国一个木匠家庭，祖上三代都是木匠，到他是第四代。巴顿在中学毕业后还的确从事了一年木匠生涯。当时他父亲亡故，家里正指着他继承祖业。一年后巴顿就厌烦了木工活，于是就考大学学化学去了。

## 学术生涯
巴顿在進入倫敦帝國大學之前，就先后在很多小学校任職。他还一度在一个私人企业做过技术人员，他在私人企业工作时跟一个德国老技工学会了很多化学动力学的研究方法，而这些在他后期研究自由基化学时提供幫助。他60岁的时候在英国伦敦帝国学院被强制退休，然后到法国国立科研中心（CNRS），工作到65岁的法定退休年龄，最后至美国德州农工大学。他在那裡進行12年研究，直到1998年逝世。

## 学术贡献
巴顿的学术贡献有两部分。一是构象分析；二是自由基化学。巴顿是构象分析的主要奠基人，并因此获得诺贝尔奖。他的理论从建立到现在近60年的时间内没什么大的更动，為指导有机合成的理论。之前，自由基化学反应因缺乏约束条件被普遍认为无合成价值。經巴頓的研究，这个观点被推翻。在现代有机合成中自由基化学在很多场合发挥了作用。由于自由基化学避免了酸碱的反应氛围，使得对酸碱敏感的糖化学合成研究得到了巨大的进展。事实上巴顿也是现代糖化学研究的主要开拓者之一。
巴顿在有机化学领域提出了“发明化学反应”的研究概念。他试图通过大量的亲身经历告诉人们，只要通过合理的逻辑思辨和相关的知识，人们可以根据需要来发明、而不是发现新的化学反应。

## 轶事
- 1965年巴顿发明了一个自由基反应用于远端碳氢键活化。而该反应的发明源于当时的一个研究的需要。当时某公司研究所在探索一个方法将普通廉价的类固醇原料转换成另一个极珍贵的类固醇激素。巴顿作为特聘技术顾问就根据需要在一张小纸片上写下了一个思路，然后找了一个研究员助手下去验证。很快该公司就通过这个技术制备了60克激素。在当年的美国化学会年会上，当巴顿在讲台上摸出一瓶装有这60克激素的瓶子时，底下全惊呆了。因为当时世界上这种激素在实验室里分离的量加起来不超过10毫克。
- 巴顿的妻子是法国人，因此巴顿的法语也很不錯。
- 巴顿跟罗伯特·伯恩斯·伍德沃德关系极佳，俩人在学术上也互有促进。
- 巴顿曾说: 我研究一个题目，等到这个题目下别人发的文章我自己已经数不过来的时候，就放弃，找新的题目做（言下之意这个领域已经被研究徹底了）。

## 由巴顿名字命名的反应
- 巴頓反应
- 巴頓-麥康比去氧反應
- 巴顿-扎得吡咯合成法

### 腳註
1. ↑  中国科学院院士信息 的存檔，存档日期2012-02-13.

### 其他
出自巴顿的自传：
- Derek H. R. Barton: Some Recollections of Gap Jumping (Profiles, Pathways, and Dreams)， ISBN 084121770X，An American Chemical Society Publication (May 5, 1991)